# Ямне (Львівський район)
Я́мне — село в Україні, у Кам'янка-Бузькій міській громаді, Львівського району Львівської області. До 2020 року села Стрептів, Деревляни, Спас та Ямне підпорядковувалися Стрептівській сільській раді, нині орган місцевого самоврядування — Кам'янка-Бузька міська рада. Населення становить 109 осіб. 

## Географія
Село Ямне розташоване за 50 км від обласного центру, 50 км від районного центру та 10 км від адміністративного центру міської громади. За 9 км знаходиться найближча залізнична станція Кам'янка-Бузька.
Вулиці
У селі Ямне налічується лише одна вулиця — вулиця Зелена.

## Населення
Станом на 1 січня 1939 року у селі мешкало 380 осіб, з них: 200 українців, 35 поляків, 130 латинників та 15 юдеїв. За даними всеукраїнського перепису населення 2001 року у селі мешкало 124 особи, у 2021 році — 109 осіб.
Мова
Розподіл населення за рідною мовою за даними перепису 2001 року був наступним:
| українська | 122 | 98,39 |
| молдовська | 2   | 1,61  |

## Історія
Перше згадується у підтвердній грамоті львівського старости Івана з Тарнова прав власності Василя-бортника на луки і борті у селі Ямне, датованій 24 березня 1396 року, за іншими джерелами поселення відоме з 1527 році. На мапі 1783 року показано поселення Ямне, в якому тоді було лише одне господарство біля дамби великого озера.
У 1920-1930-х роках у селі працювала однокласова польська школа, діяла читальня товариства «Просвіта» та кооператив. На той час Ямне було окремою сільською гміною. Згідно з адміністративною реформою 1934 року, проведене укрупнення гміни Желєхув Вєлькі у Кам'янко-Струмилівському повіті Тернопільського воєводства шляхом приєднання до неї гміни Ямне.
З 1940 року село перебувало в складі Кам'янка-Бузького району. 17 серпня 2017 року, в ході децентралізації, Кам'янка-Бузька міська рада об'єднана з Кам'янка-Бузькою міською громадою. 17 липня 2020 року, в результаті адміністративно-територіальної реформи та ліквідації Кам'янка-Бузького району, село увійшло до складу Львівського району.

## Пам'ятки, визначні місця

### Церква Різдва Пресвятої Богородиці
В історії сільської церкви фігурує 1892 рік, ймовірно, тоді зведена попередня церква, яка була знищена під час першої світової війни. Починаючи з шематизму 1924 року в Ямному згадується латинська каплиця без вказання року її побудови. Нинішня церква-каплиця за деякими даними будувалася у 1925—1932 роках та була посвячена на свято Успіння Пресвятої Діви Марії. Будівля орієнтована вівтарем на захід. За радянських часів церква була закрита і перетворена на музей хліба, який діяв тут у 1961—1989 роках. Богослужіння відновлені у 1989 році, тоді ж проведений капітальний ремонт церкви. Нині церква перебуває у користуванні релігійної громади УГКЦ парафії Успіння Пресвятої Богородиці села Ямне.